# Conservatorio Nino Rota
Il Conservatorio Nino Rota è un Istituto Superiore di Studi Musicali fondato a Monopoli nel 1971.
Ha sede nel settecentesco convento di Sant'Antonio, annesso alla omonima chiesa, e nel Teatro Radar.

## Storia
Il Conservatorio è nato nel 1971 come sezione staccata del Conservatorio Niccolò Piccinni di Bari sotto la direzione di Nino Rota, al quale è stato intitolato nel 2004.
Dal 1990 è sito nel Convento di S. Antonio e conta, oltre alle aule per le attività didattiche, di un'aula multimediale, una biblioteca con un patrimonio di circa 5000 unità bibliografiche (tra cui il Fondo Orazio Fiume donato alla biblioteca dalla famiglia Fiume ed il fondo Vanna Rota) e materiali audio.

## Struttura
L'ente è organizzato nei seguenti dipartimenti:
- Archi e strumenti a corde
- Canto e musica vocale
- Didattica della musica
- Fiati
- Nuovi linguaggi
- Strumentazione e composizione
- Strumenti a percussione e a tastiera